# Boris Aljinovic

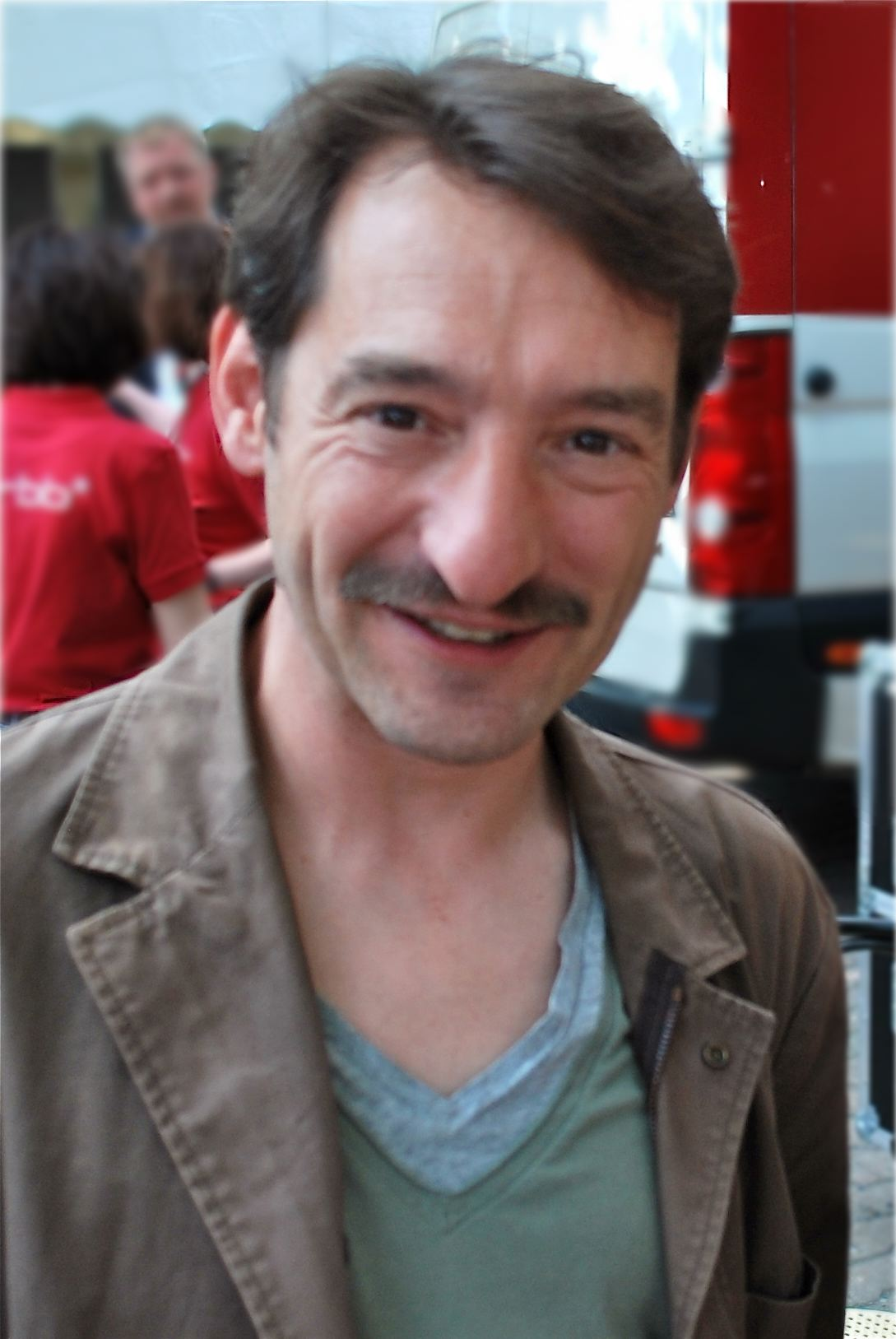
Boris Aljinović (2013)

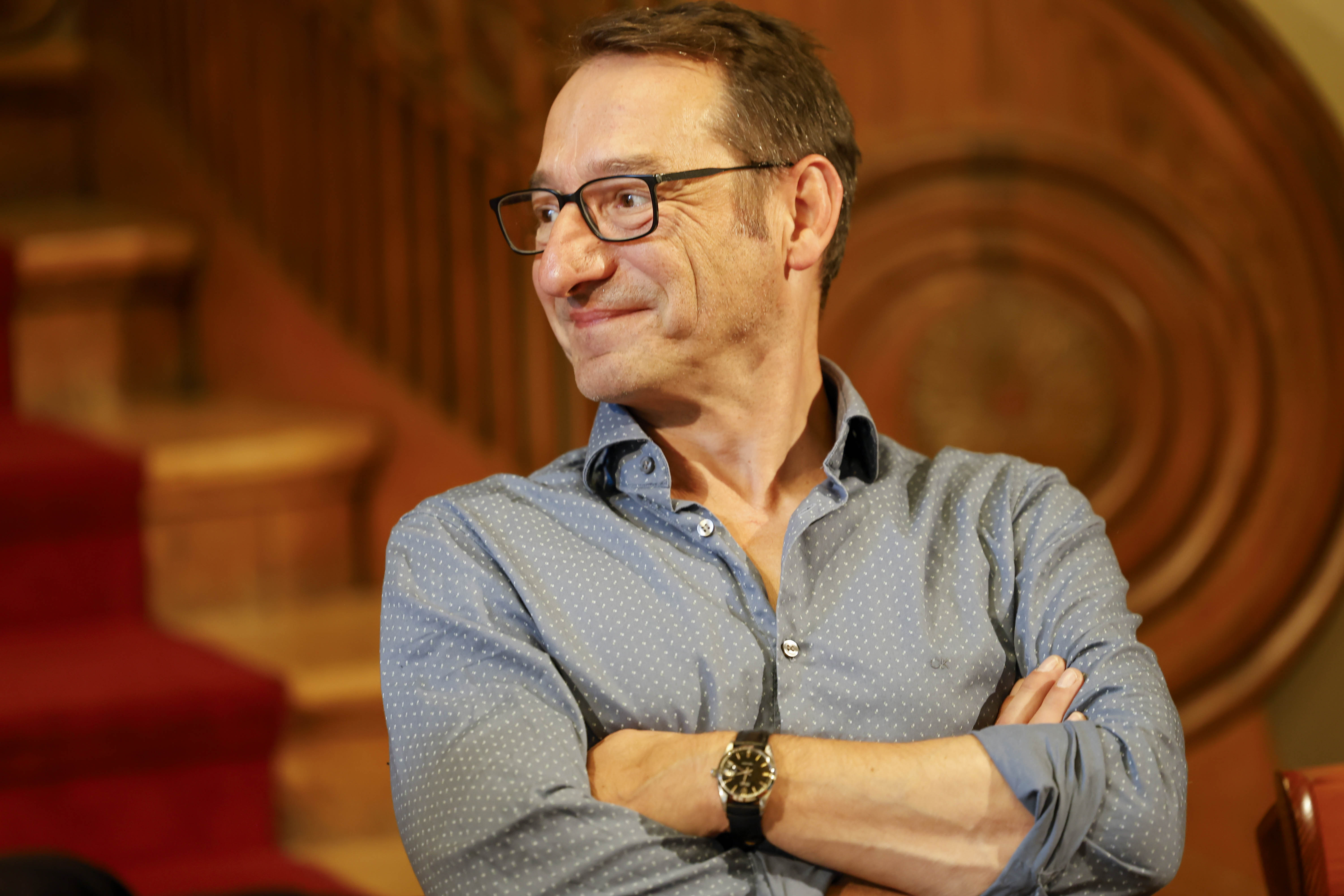
Boris Aljinović (2023)

Boris Aljinović (* 23. Juni 1967 in Berlin-Charlottenburg) ist ein deutscher Schauspieler, Regisseur und Hörspiel- sowie Hörbuchsprecher. Einem breiten Publikum wurde er als Berliner Tatort-Kommissar Felix Stark bekannt, den er zwischen 2001 und 2014 spielte.

## Leben

### Herkunft und Ausbildung
Boris Aljinović ist der Sohn eines Kroaten und einer Deutschen. Schon während der Schulzeit sammelte Aljinović Erfahrungen im Show- und Theatergeschäft und hatte erste Auftritte in Bars und im Fernsehen. 
Nach seiner Schulzeit auf dem französischsprachigen Berliner Schiller-Gymnasium arbeitete er zunächst als freier Mitarbeiter bei Werbeagenturen und war dort als Zeichner von Comics und Storyboards tätig. Er studierte dann Französisch und Englisch an der Freien Universität Berlin und wollte ursprünglich als Comic-Zeichner sein Geld verdienen. Nach drei Jahren wechselte er zur Hochschule für Schauspielkunst „Ernst Busch“ Berlin und begann nach Abschluss 1994 seiner Ausbildung als Schauspieler zu arbeiten.

### Schauspielkarriere

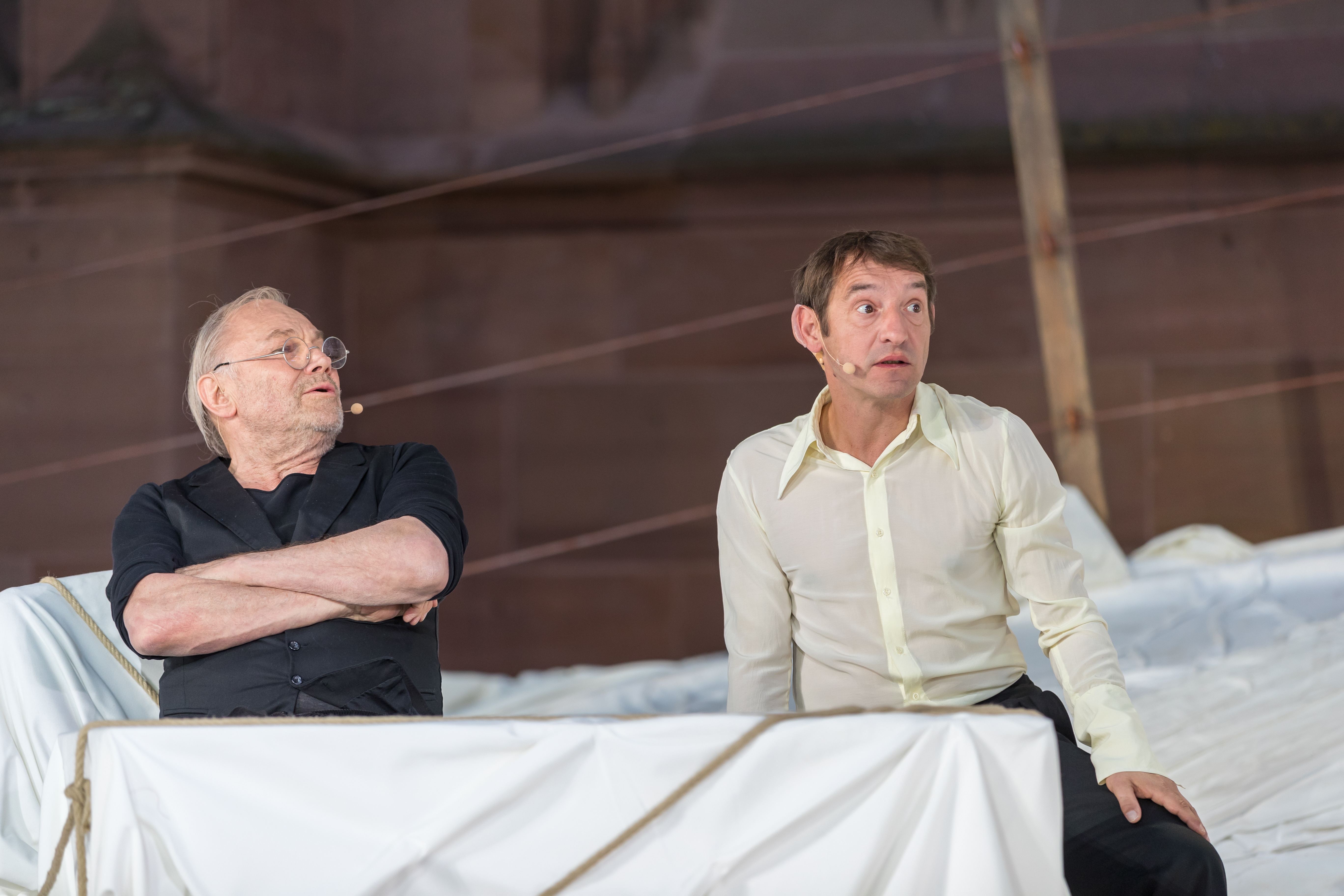
Boris Aljinović 2019 als Gernot bei den Nibelungenfestspielen mit Klaus Maria Brandauer

Aljinović arbeitete u. a. beim Berliner Renaissance-Theater und bei den Berlin Play Actors, einer englischsprachigen Theatergruppe. Im Renaissance-Theater spielte er in dem Stück Noch ist Polen nicht verloren in der Rolle des nationalsozialistischen Führers Adolf Hitler. 2019 wirkte er neben Klaus Maria Brandauer bei den Nibelungenfestspielen in Worms mit und spielte die Rolle des Gernots.
Im Fernsehen war Aljinović ab März 2001 in der Berliner Tatort-Reihe als alleinerziehender Kriminalhauptkommissar Felix Stark neben Dominic Raacke (Till Ritter) zu sehen. Die letzte Folge Vielleicht mit ihm als Felix Stark wurde am 9. Februar 2014 ausgestrahlt. 2004 spielte er in Otto Waalkes’ Kinokomödie 7 Zwerge – Männer allein im Wald und in der Filmfortsetzung 7 Zwerge – Der Wald ist nicht genug von 2006 den Zwerg Cloudy. 2014 war er in eben dieser Rolle in dem Computeranimationsfilm Der 7bte Zwerg, der Fortsetzung der Realfilme 7 Zwerge – Männer allein im Wald (2004) und 7 Zwerge – Der Wald ist nicht genug (2006) von Otto Waalkes, als Sprecher zu hören und führte neben Harald Siepermann zudem die Regie.
Neben seiner Bühnen- und Filmarbeit leiht er als Sprecher seine Stimme in zahlreichen Hörspielen und Hörbüchern.

### Privates
Boris Aljinović war mit der Schauspielerin Antje Westermann liiert, mit der er einen Sohn hat. Zusammen standen sie 1998 in Michael Hofmanns Der Strand von Trouville, 2004 in der Tatort-Folge Der vierte Mann und 2009 als Eltern in dem Märchenfilm Rapunzel vor der Kamera.

## Filmografie
- 1993: Flirt
- 1994: Das schafft die nie
- 1994: Im Innern des Bernsteins
- 1996: Die Halbstarken
- 1997: Lonny, der Aufsteiger
- 1997: Knockin’ on Heaven’s Door
- 1998: Der Strand von Trouville
- 1998: Edgar Wallace – Das Schloss des Grauens
- 1999: Versprich mir, dass es den Himmel gibt
- 1999: Schrott – Die Atzenposse
- 1999: Drei Chinesen mit dem Kontrabass
- 2000: Otto – Der Katastrofenfilm
- 2000: Rillenfieber
- 2000: Klinikum Berlin Mitte – Leben in Bereitschaft
- 2000: Der gerechte Richter
- 2000: Donna Leon – Vendetta
- 2000: Es geht nicht immer nur um Sex
- 2000: Fremde Frauen küsst man nicht
- 2001–2014: Tatort als KHK Felix Stark, einzelne Folgen siehe Ritter und Stark
- 2001: Love Letters – Liebe per Nachnahme
- 2002: Ein Trick zu viel
- 2002: Braindogs
- 2002: Sophiiiie!
- 2003: hamlet X
- 2004: 7 Zwerge – Männer allein im Wald
- 2005: Georgisches Liebeslied
- 2005: Kometen
- 2005: Ein Kuckuckskind der Liebe
- 2006: 7 Zwerge – Der Wald ist nicht genug
- 2008: Pfarrer Braun: Die Gärten des Rabbiners
- 2008: Der Kriminalist – Ruhe in Frieden
- 2009: Rapunzel
- 2014: Der 7bte Zwerg
- 2014: Antboy – Die Rache der Red Fury (Antboy: Den Røde Furies hævn)
- 2016: Krauses Glück (Fernsehfilm)
- 2016: Heldt – Alles anders
- 2017: Einmal bitte alles
- 2019: Krauses Hoffnung
- 2019: Unterm Birnbaum (Fernsehfilm)
- 2020: Krauses Umzug
- 2021: Krauses Zukunft
- 2022: Sisi
- 2023: SOKO Wismar (Folge: Trojas Gold)
- 2025: Die Vorkosterinnen (Le assaggiatrici)

## Hörspiele (Auswahl)
- 1999: Rolf Gozell: Prinzessin Maria vom Meere – Regie: Wolfgang Rindfleisch (Kinderhörspiel – DLR Berlin)
- 2000: Jenny Reinhardt: Das Nordseeschwein – Regie: Beatrix Ackers (Hörspiel – DLR)
- 2002: Dan Fesperman: Lügen im Dunkeln (2 Teile) (Vlado Petric) – Regie: Martin Zylka (WDR)
- 2001: Steffen Thiemann:  Nichtschwimmercafé – Regie: Christiane Ohaus (Hörspiel – NDR)
- 2003: Holger Teschke: Jungfrau Maleen – Regie: Barbara Plensat (Kinderhörspiel – DLR Berlin)
- 2003: Dylan Thomas: Unter dem Milchwald (Zweite Stimme) – Regie: Götz Fritsch (Hörspiel – MDR)
- 2006: Ingomar von Kieseritzky: Aus dem Seelenleben höherer Tiere oder Der Grimmroll (Boltz) – Regie: Alexander Schuhmacher (DKultur)
- 2007: Wolfgang Zander: Big Jump oder Charlotte träumt – Regie: Beatrix Ackers (Kinderhörspiel – DKultur)
- 2008: Stefan Weigl: Moment, das wird Sie interessieren! (Anrufer) – Regie: Thomas Wolfertz (WDR 5 Hörspiel am Sonntag)
- 2010: Beate Dölling: Der Hundekönig von Kreuzberg – Regie: Klaus-Michael Klingsporn (Kinderhörspiel – DKultur)
- 2011: Sabine Ludwig: Tante Traudels bestes Stück – Regie: Sven Stricker (Kinderhörspiel – RBB)
- 2011: Thilo Reffert: Commander Jannis (DKultur) (Ausgezeichnet mit dem MDR-Kinderhörspielpreis 2012)
- 2013: Francis Iles: Verdacht (Nach dem Roman „Before the Fact“) – Übersetzung, Bearbeitung und Regie: Regine Ahrem (RBB)
- 2013: Emile Zola: Das Geld – Bearbeitung und Regie: Christiane Ohaus (Hörspiel (3 Teile) – RB/NDR/SR/DKultur)
- 2013: Patricia Görg: Die Unkontaktierten – Regie: Hans Gerd Krogmann (Hörspiel – DKultur)
- 2015: Wilhelm Genazino: Ein Regenschirm für diesen Tag (Schuhtester) – Bearbeitung und Regie: Lutz Oehmichen/Heike Tauch (Hörspiel (3D-Kunstkopf) – RBB)
- 2015: Albert Wendt: Das tanzende Häuschen – Regie: Wolfgang Rindfleisch (Kinderhörspiel – DKultur)
- 2020: Ralf N. Höhfeld: Notaufnahme – Regie: Heike Tauch (Ursendung am 22. Mai 2020 – RBB)
- 2025: Michel Decar: Die Kobra von Kreuzberg (Kommissar Hotfilter) – Regie: Mara May (Romanvertonung, Ursendung am 13. Juni 2025 – Deutschlandfunk)[3]

## Hörbücher (Auswahl)
- 2005: Der junge Zaphod geht auf Nummer Sicher (Douglas Adams), gelesen von Boris Aljinović, DHV, ISBN 978-3-89940-611-5
- 2006: Zimmer Nr. 10 (Åke Edwardson), gelesen von Boris Aljinović
- 2006: Ein Hut voller Sterne (Terry Pratchett), Random House Audio, ISBN 978-3-86604-095-3
- 2006: Kleine freie Männer (Terry Pratchett), Random House Audio, ISBN 978-3-86604-094-6
- 2006: Klonk (Terry Pratchett), Random House Audio, ISBN 978-3-86604-331-2
- 2006: Belgische Riesen (Burkhard Spinnen), erzählt von Boris Aljinović, Patmos Verlag, Düsseldorf, ISBN 978-3-491-24127-5 (Ausgezeichnet mit dem Deutschen Hörbuchpreis 2007 als „Bestes Kinder-/ Jugendhörbuch“)
- 2007: Der Winterschmied (Terry Pratchett), Random House Audio, ISBN 978-3-86604-493-7
- 2007: Schöne Scheine (Terry Pratchett), Random House Audio, ISBN 978-3-86604-691-7
- 2007: Bekenntnisse des Hochstaplers Felix Krull (Thomas Mann), Argon Verlag, ISBN 978-3-86610-158-6
- 2007: Der Schwanenhals (Christian Oehlschläger), gelesen von Boris Aljinović, Döbeler Coop., ISBN 978-3-86794-000-9
- 2007: Ein dicker Hund (Tom Sharpe), Patmos Verlag, ISBN 978-3-491-91243-4
- 2007: Boris Aljinović liest Elisabeth Herrmann, Die 7. Stunde, Audiobuch, 6 CDs 394 Min., ISBN 978-3-89964-266-7
- 2007: Boris Aljinović liest den Fall Todesbrücke, DAV, ISBN 3-89813-689-2
- 2008: Zähne und Klauen (T. C. Boyle)
- 2008: Dämliche Dämonen (Royce Buckingham), gelesen von Boris Aljinović, Random House Audio, ISBN 978-3-86604-925-3
- 2008: Die Bücherdiebin (Markus Zusak), gelesen von Boris Aljinović, Random House Audio, ISBN 978-3-86604-825-6
- 2008: Die Reise nach Grönland (Jørn Riel), gelesen von Boris Aljinović, Patmos Verlag, Düsseldorf, ISBN 978-3-491-24165-7
- 2008: Segel aus Stein (Åke Edwardson), Hörbuch Hamburg, ISBN 978-3-89903-418-9
- 2009: Toter Mann (Åke Edwardson), Hörbuch Hamburg, ISBN 978-3-89903-682-4
- 2009: Müller hoch drei (Burkhard Spinnen), Hörbuch Hamburg, ISBN 978-3-86742-660-2
- 2010: Das wilde Kind (T. C. Boyle), Hörbuch Hamburg,
- 2010: América (T. C. Boyle), Hörbuch Hamburg,
- 2010: Der Club der unsichtbaren Gelehrten (Terry Pratchett), Random House Audio, ISBN 978-3-8371-0402-8
- 2011: Das Mitternachtskleid (Terry Pratchett), Random House Audio, ISBN 978-3-8371-0818-7
- 2013: Golem und Dschinn (Helene Wecker), DAV, ISBN 978-3-86231-320-4
- 2014: Das dunkle Haus (Åke Edwardson), Hörbuch Hamburg, ISBN 978-3-89903-891-0
- 2014: Mouseheart – Die Prophezeiung der Mäuse (Lisa Fiedler), Silberfisch, ISBN 978-3-86742-183-6

## Auszeichnungen
- 2007: Deutscher Hörbuchpreis als Sprecher des Besten Kinder-/Jugendhörbuchs
- 2012: Kinderhörspielpreis des MDR-Rundfunkrates als Sprecher des Commander Jannis
- 2013: Deutscher Hörbuchpreis als Sprecher des Besten Kinder-/Jugendhörbuchs
- 2013: Goldener Vorhang für seine Theaterrolle in Von hinten durch die Brust ins Auge im Renaissance-Theater
- 2015: Best Actor Award beim 4th Delhi Shorts International Film Festival für die Hauptrolle in Noch ein Seufzer und es wird Nacht
- 2015: Goldener Vorhang für seine Theaterrolle in Unwiderstehlich im Renaissance-Theater
- 2019: Goldener Vorhang für seine Rollen im Im Weißen Rössl und Mord auf Schloss Haversham im Renaissance-Theater
- 2024: Goldener Vorhang für seine Darstellungen in Onkel Wanja am Schlosspark-Theater und Cluedo — Das Mörderspiel in der Komödie am Kurfürstendamm